# José Guadalupe Torres Campos
José Guadalupe Torres Campos (ur. 19 stycznia 1960 w León) – meksykański duchowny rzymskokatolicki, biskup Ciudad Juárez od 2015.

## Życiorys
Święcenia kapłańskie otrzymał 2 lipca 1984 i został inkardynowany do diecezji León. Przez wiele lat pracował jako duszpasterz parafialny. W 1998 został wikariuszem biskupim dla rejonu Irapuato. Po utworzeniu w 2004 stolicy biskupiej w Irapuato został wikariuszem generalnym nowej diecezji.
10 grudnia 2005 papież Benedykt XVI mianował go biskupem pomocniczym diecezji Ciudad Juárez ze stolicą tytularną Quiza. Sakry biskupiej udzielił mu 22 lutego 2006 ówczesny arcybiskup Ciudad Juárez – Renato Ascencio León.
25 listopada 2008 został mianowany biskupem ordynariuszem diecezji Gómez Palacio. Ingres odbył się 17 lutego 2009.
20 grudnia 2014 został mianowany biskupem diecezji Ciudad Juárez. Ingres odbył się 20 lutego 2015.